# Butjärnen (Idre socken, Dalarna)
Butjärnen är en sjö i Älvdalens kommun i Dalarna och ingår i Dalälvens huvudavrinningsområde.